# 1924
1924 (MCMXXIV) a fost un an bisect al calendarului gregorian, care a început într-o zi de marți. 

## Evenimente

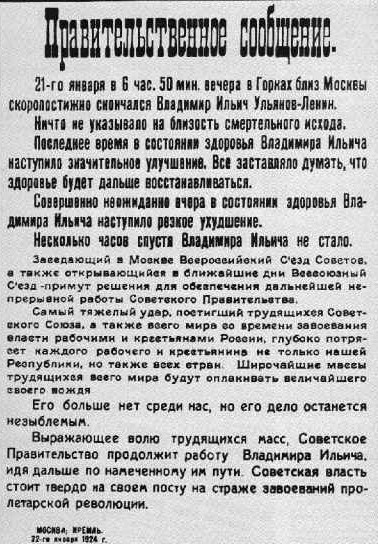
21 ianuarie: Moartea lui Lenin.

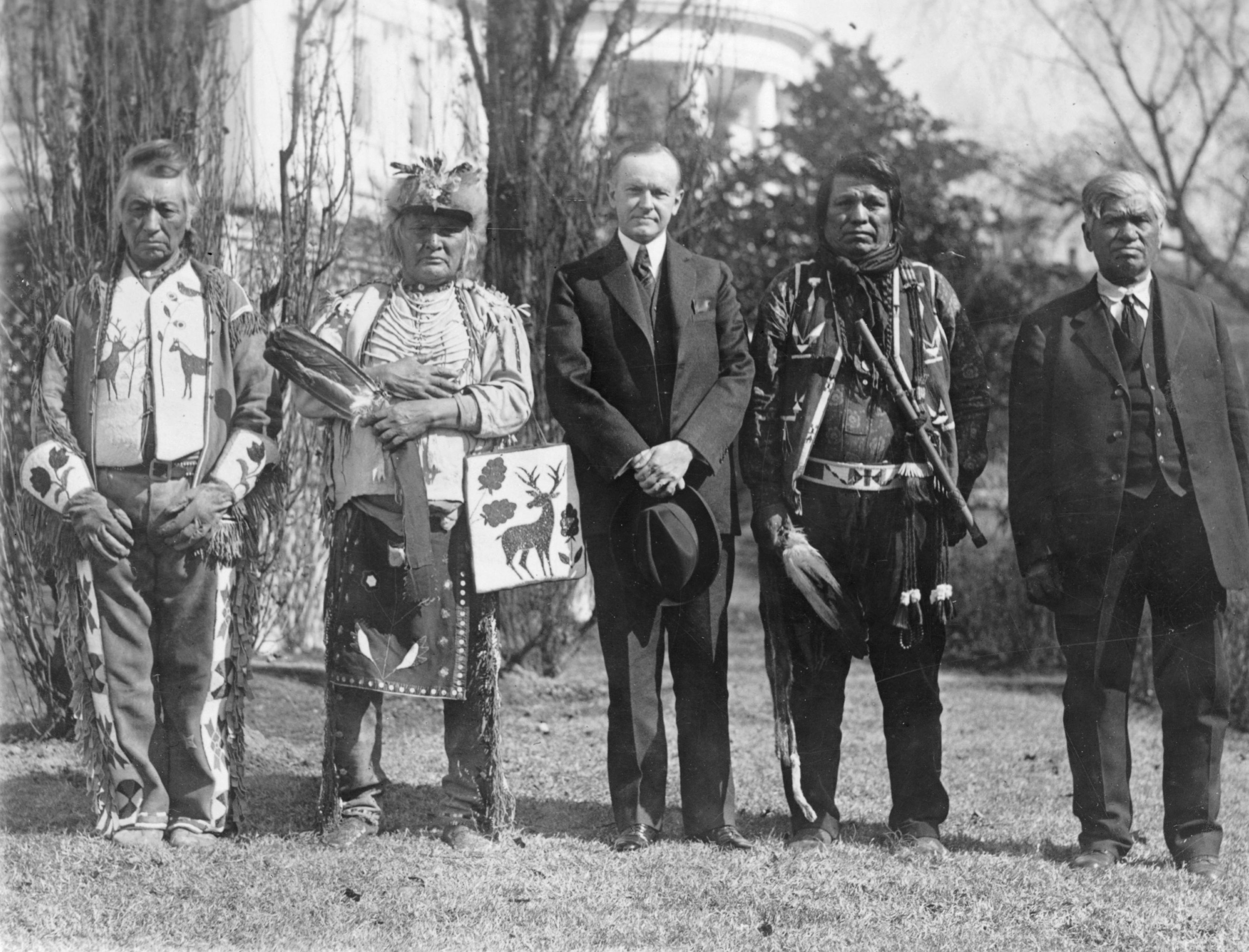
6 iunie: Indian Citizenship Act. Amerindienii obțin cetățenie.

### Ianuarie
- 21 ianuarie: Lenin moare și Stalin se pregătește să devină noul lider.
- 23 ianuarie: Uniunea Sovietică declară oficial că Lenin a murit pe 21 ianuarie.
- 25 ianuarie: Prima ediție a Jocurilor Olimpice de Iarnă se deschide la Chamonix, Franța.
- 26 ianuarie: Orașul Petrograd este redenumit Leningrad.
- 27 ianuarie: Lenin este înhumat într-un mausoleu din Piața Roșie.

### Februarie
- 4 februarie: Mahatma Gandhi este eliberat din închisoare pe motive medicale; fusese condamnat la 6 ani în 1922.
- 12 februarie: La New York, are loc premiera lucrării simfonice "Rapsodia albastră" de George Gershwin.
- 14 februarie: A fost fondată corporația IBM.

### Martie
- 25 martie: Proclamarea republicii în Grecia.

### Aprilie
- 1 aprilie: Adolf Hitler este condamnat la 5 ani de închisoare pentru participarea la Puciul din Noiembrie (1923). Totuși, el nu va sta în închisoare decât 9 luni.
- 5 aprilie: Ordonanță militară prin care se interzice activitatea Partidului Comunist Român.
- 13 aprilie: Are loc referendumul popular organizat în Grecia privind proclamarea republicii.

### Mai
- 4 mai: Jocurile Olimpice de Vară se deschid la Paris, Franța. Echipa națională de rugby cucerește prima medalie olimpică din istoria sportului românesc (bronz).

### Iunie
- 6 iunie: Indian Citizenship Act. Amerindienii obțin cetățenie.

### Octombrie
- 1 octombrie: Biserica Ortodoxă Română adoptă pentru cult calendarul gregorian, la 5 ani după adoptarea acestuia de către statul român (1 aprilie 1919).

### Noiembrie
- 15 noiembrie: Apare, la București, revista săptămânală Mișcarea literară (până la 17 octombrie 1925), condusă de Liviu Rebreanu.

### Decembrie
- 10 decembrie: Premiul Nobel pentru Medicină a fost atribuit fiziologului olandez, Willem Einthoven, pentru inventarea electrocardiografului.
- 12 decembrie: În Austria intră în folosință șilingul drept nouă monedă națională, înlocuind astfel vechea coroană.
- 24 decembrie: Albania devine republică.
- 30 decembrie: Edwin Hubble anunță existența altor galaxii.

## Nașteri

### Ianuarie
- 19 ianuarie: Jean-François Revel, filosof, scriitor și ziarist francez (d. 2006)
- 21 ianuarie: Benny Hill (n. Alfred Hawthorne Hill), comic britanic (d. 1992)
- 24 ianuarie: Edward John Spencer, al VIII-lea Conte Spencer, tatăl Prințesei Diana (d. 1992)
- 29 ianuarie: Bianca Maria Piccinino, jurnalistă italiană și moderatoare TV

### Februarie
- 3 februarie: Prințul Friedrich Wilhelm de Hohenzollern, șeful Casei de Hohenzollern-Sigmaringen (d. 2010)
- 20 februarie: Eugen Barbu, scriitor român (d. 1993)

### Martie
- 2 martie: Antonín J. Liehm, scriitor, editor, traducător și publicist de origine cehă (d. 2020)
- 3 martie: Lys Assia (n. Rosa Mina Schärer), cântăreață elvețiană, prima câștigătoare a Concursului Muzical Eurovision (1956), (d. 2018)
- 7 martie: Kobo Abe, scriitor, fotograf și inventator japonez (d. 1993)
- 16 martie: Horia Șerbănescu, actor român de comedie (d. 2010)

### Aprilie

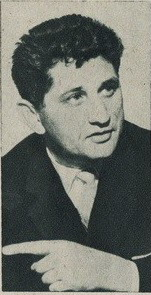
Francisc Munteanu, actor, regizor și scenarist român
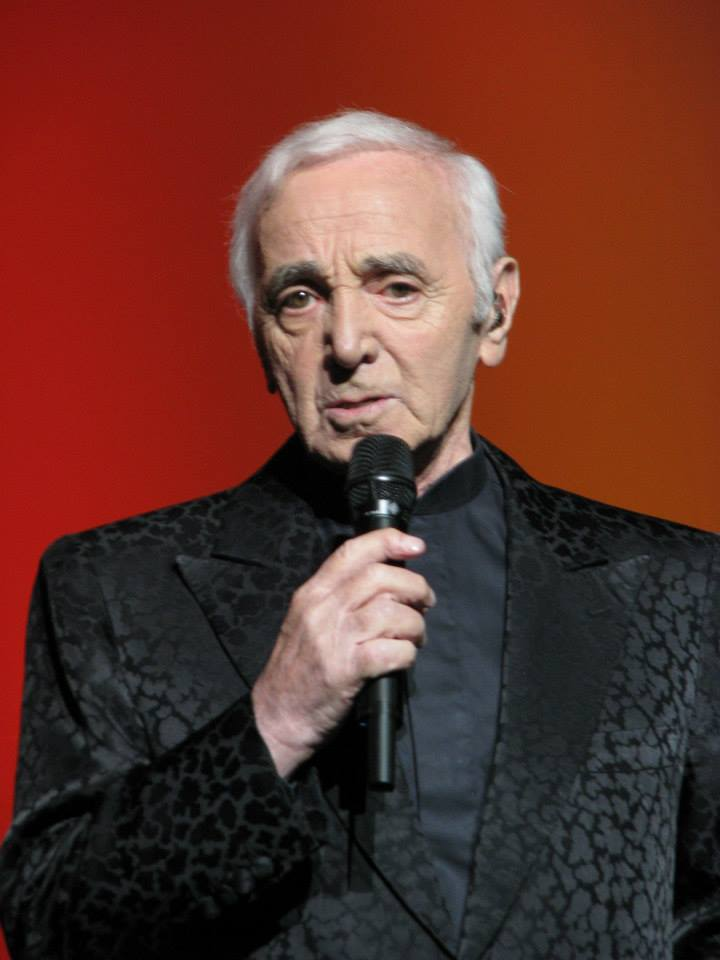
Charles Aznavour, cântăreț, compozitor, actor francez
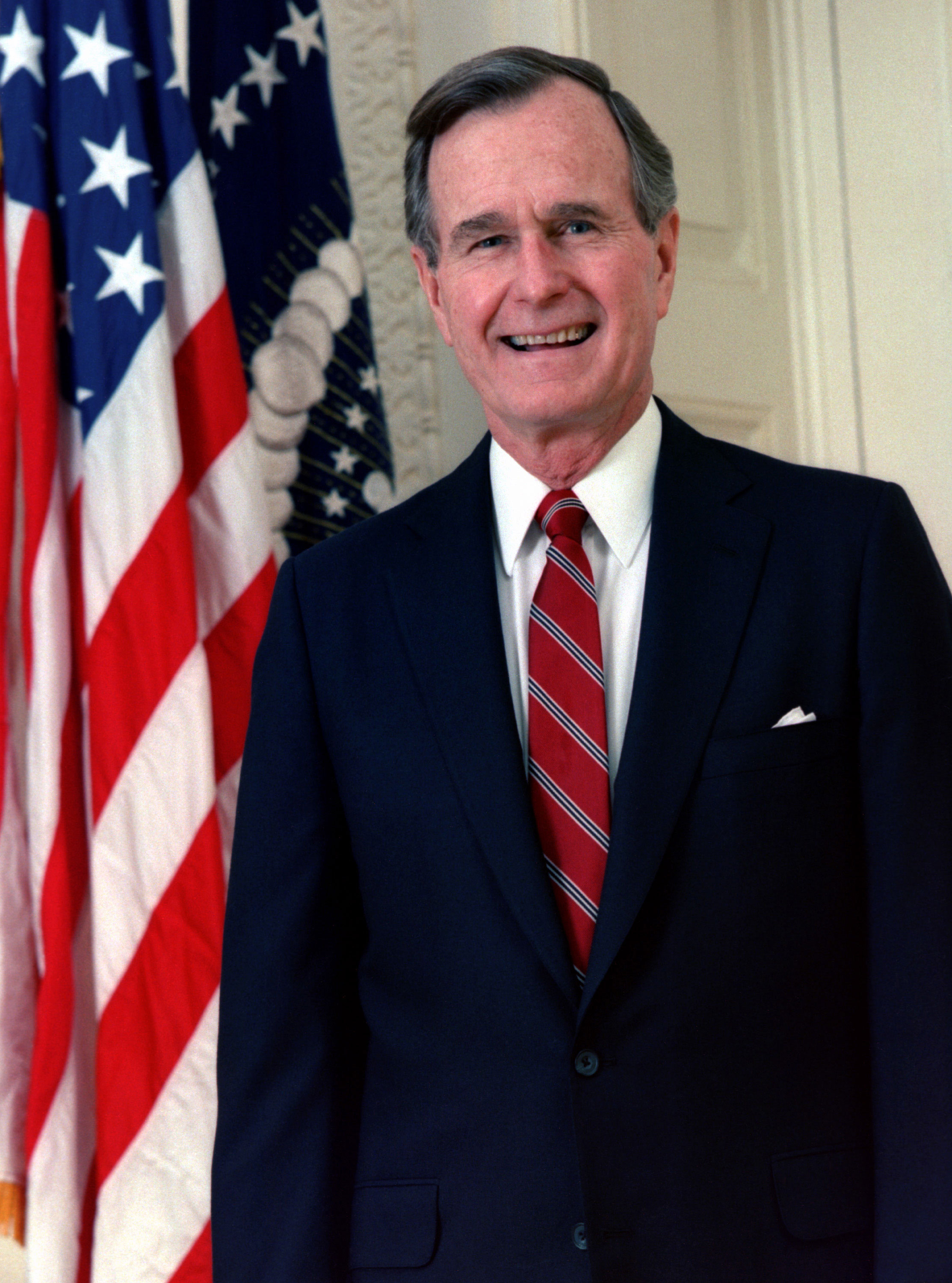
George Bush, al 41-lea președinte al Statelor Unite

- 3 aprilie: Marlon Brando, Jr., actor american de film (d. 2004)
- 9 aprilie: Francisc Munteanu, scriitor, regizor și scenarist român (d. 1993)
- 14 aprilie: George Munteanu,  scriitor, critic și istoric literar român (d. 2001)

### Mai
- 8 mai: Petru Dumitriu, academician, romancier, scriitor român (d. 2002)
- 22 mai: Charles Aznavour (n. Shahnour Vaghenag Aznavourian), cântăreț, compozitor, actor și activist public francez de etnie armeană (d. 2018)

### Iunie
- 4 iunie: Dennis Weaver, actor american de film (d. 2006)
- 12 iunie: George Bush (n. George Herbert Walker Bush), politician american, al 41-lea președinte al SUA (1981-1993), (d. 2018)
- 15 iunie: Ezer Weizman, general și om politic israelian, președinte al Israelului (d. 2005)

### Iulie
- 13 iulie: Michel Constantin (n. Constantin Hokloff), actor francez (d. 2003)
- 18 iulie: Ioan M. Anton, inginer român, membru al Academiei Române (d. 2011)

### August
- 1 august: Georges Charpak, fizician francez, laureat al Premiului Nobel (d. 2010)
- 1 august: Regele Abdullah bin Abdulaziz al-Saud al Arabiei Saudite (d. 2015)
- 8 august: Mircea Crișan (n. Mauriciu Kraus), actor, cabaretist, regizor și comedian român (d. 2013)
- 13 august: Prințul Alexandru al Iugolslaviei  (d. 2016)
- 23 august: Paul Everac (n. Petre Constantinescu), dramaturg român  (d. 2011)
- 23 august: Ephraim Kishon, scriitor evreu, dramaturg, regizor și autor de satiră, născut în Ungaria (d. 1978)

### Septembrie

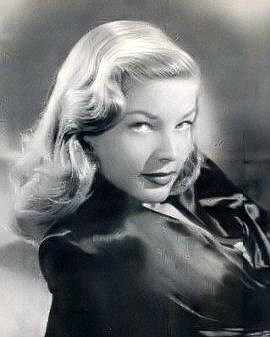
Lauren Bacall, actriță americană
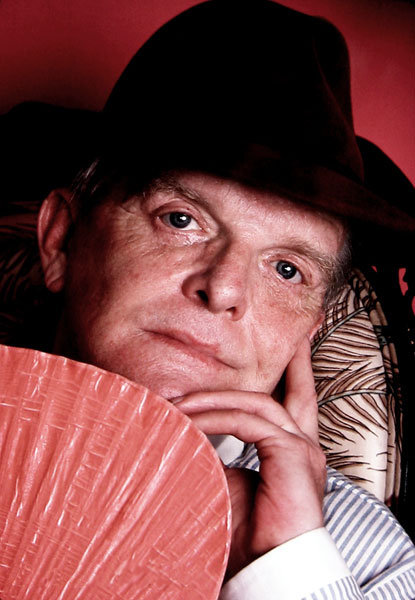
Truman Capote, scriitor american
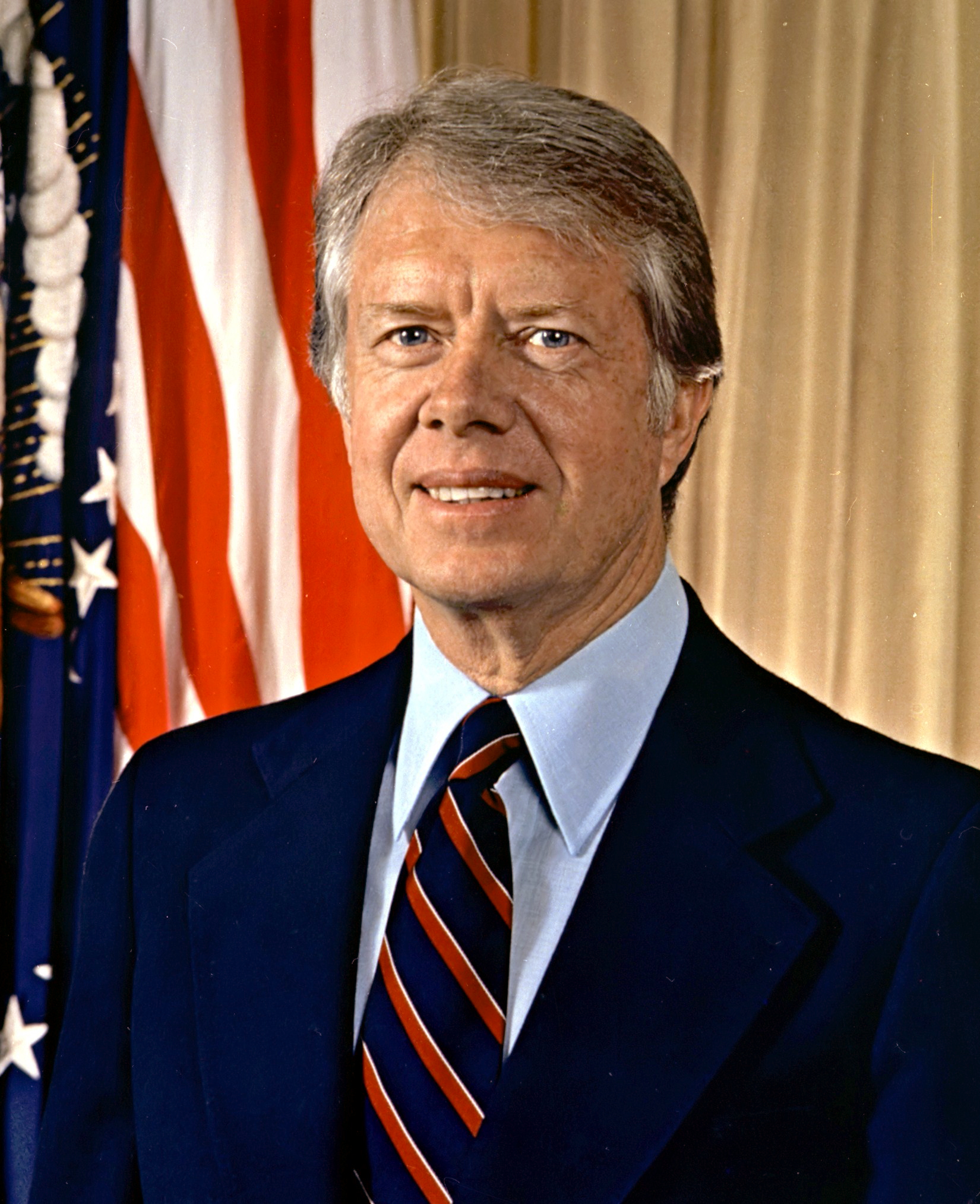
Jimmy Carter, al 39-lea președinte al Statelor Unite, laureat Nobel

- 14 septembrie: Iosif Conta, dirijor român (d. 2006)
- 16 septembrie: Lauren Bacall (n. Betty Joan Perske), actriță americană de film (d. 2014)
- 28 septembrie: Marcello Mastroianni, actor italian de film (d. 1996)
- 30 septembrie: Truman Capote, scriitor american (d. 1984)

### Octombrie
- 1 octombrie: Jimmy Carter (n. James Earl Carter, jr.), politician american, al 39-lea președinte al SUA (1977-1981), laureat al Premiului Nobel (d.2024)
- 10 octombrie: Ed Wood (Edward Davis Wood), actor și scenarist american, regizor, productor (d. 1978)
- 15 octombrie: Dometie Manolache, călugăr ortodox român, cu rangul de arhimandrit, canonizat ca sfânt (d. 1975)
- 29 octombrie: Ion Haulică, medic român, membru al Academiei Române (d. 2010)
- 29 octombrie: Danielle Mitterrand, soția președintelui francez François Mitterrand (d. 2011)

### Noiembrie
- 3 noiembrie: Paul Cornea, istoric, critic și teoretician literar român de etnie evreiască (d. 2018)
- 22 noiembrie: Geraldine Page, actriță americană de film (d. 1987)
- 27 noiembrie: Nina Cassian (n. Renée Annie Cassian), poetă română (d. 2014)
- 29 noiembrie: Mihai Mereuță, actor român de teatru și film (d. 2003)

### Decembrie
- 3 decembrie: F. Sionil José, scriitor filipinez (d. 2022)
- 3 decembrie: John Warner Backus, matematician american (d. 2007)
- 14 decembrie: Raj Kapoor, actor indian de film (d. 1988)
- 20 decembrie: Friederike Mayröcker, scriitoare austriacă (d. 2021)

## Decese

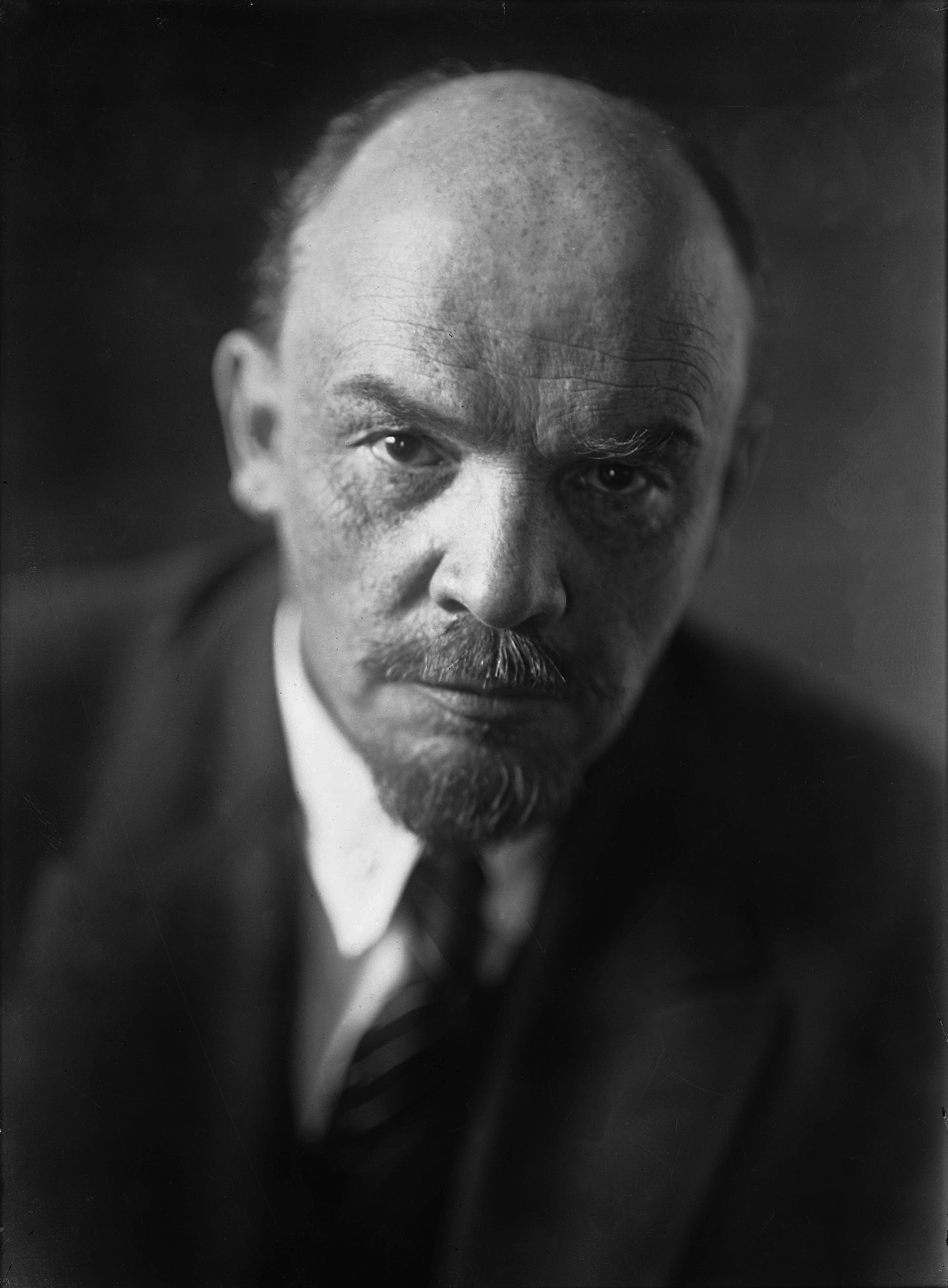
Vladimir Ilici Lenin, om de stat sovietic
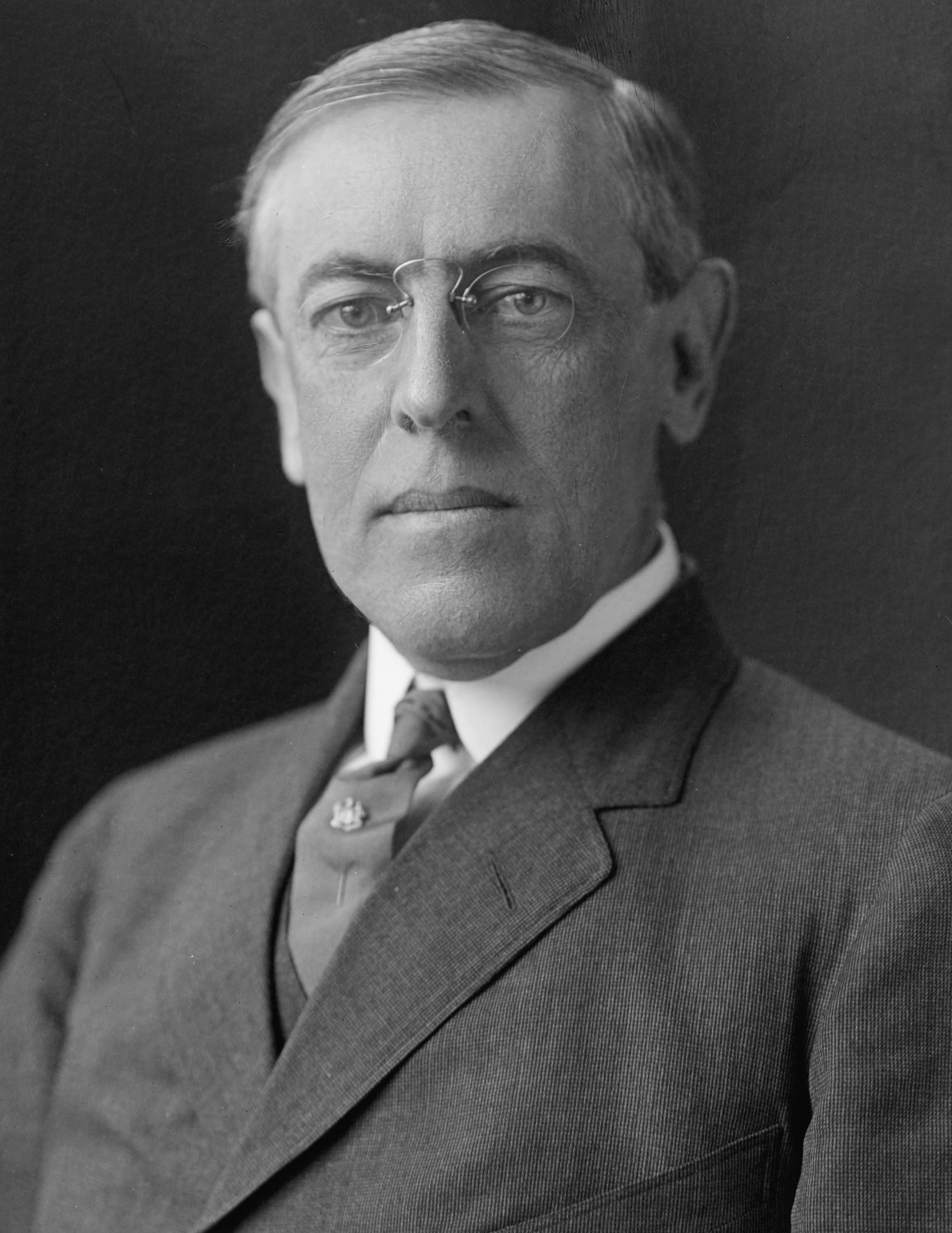
Woodrow Wilson, al 28-lea președinte al Statelor Unite, laureat Nobel
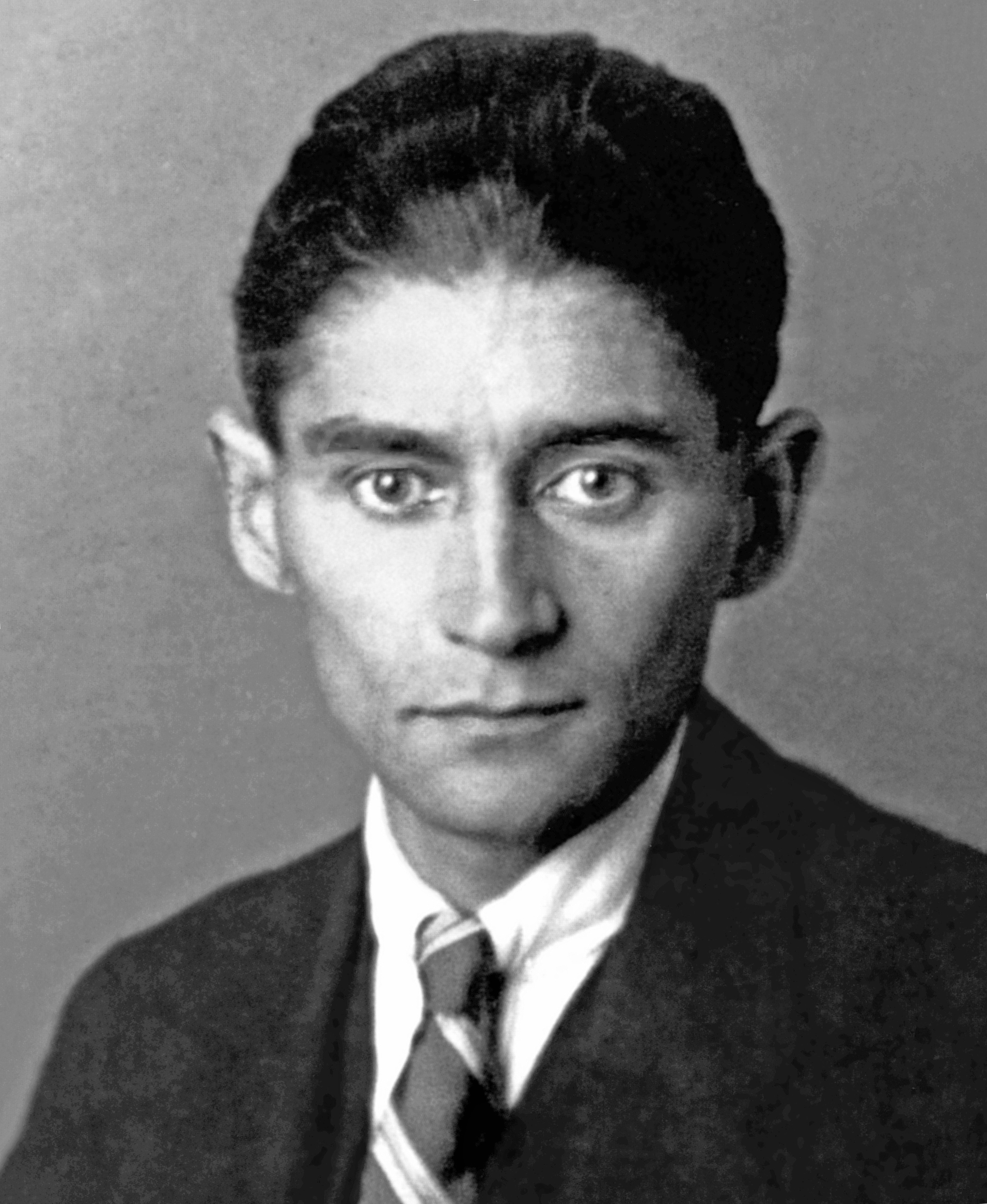
Franz Kafka, scriitor de limbă germană, originar din Praga
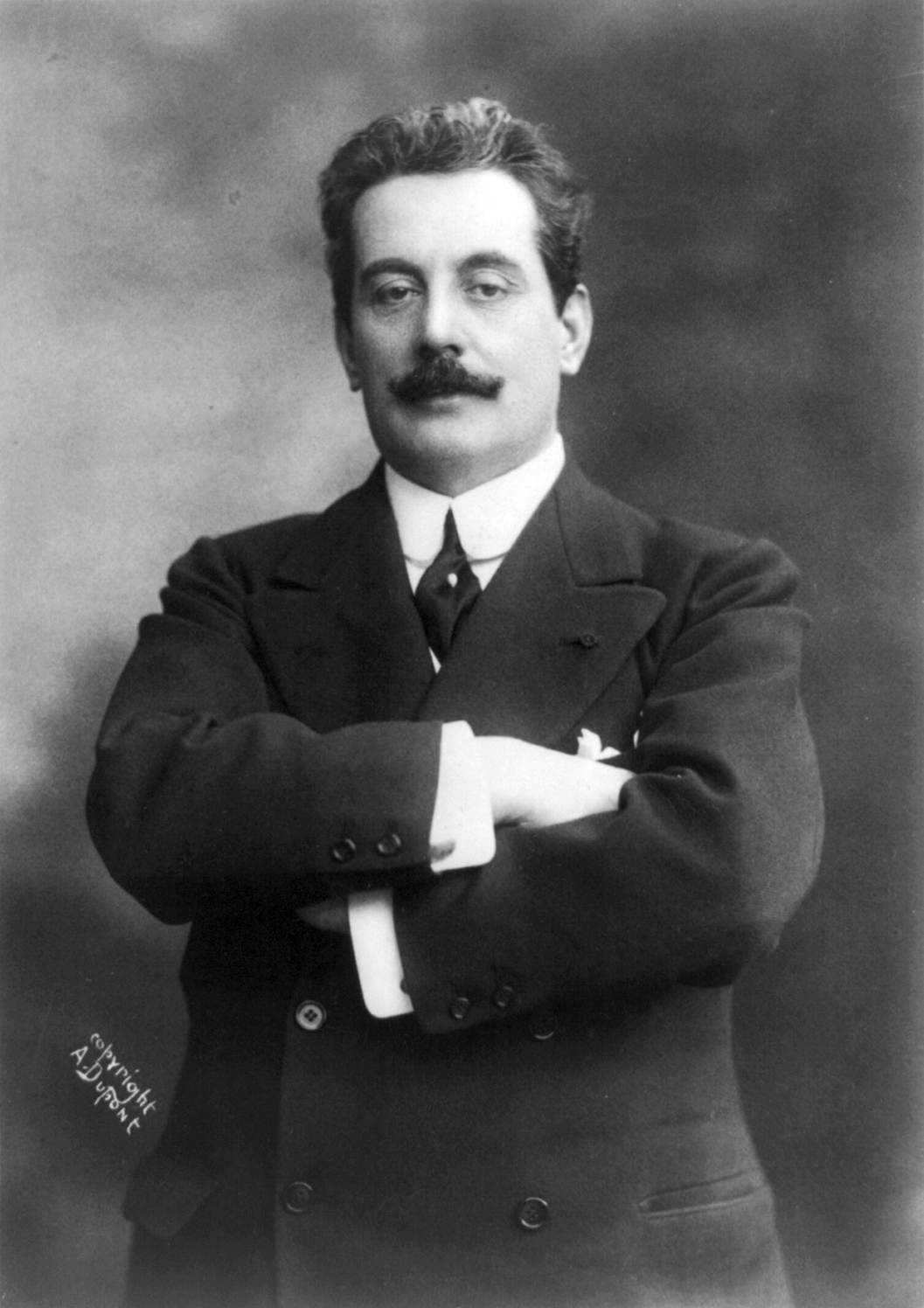
Giacomo Puccini, compozitor italian

- 1 martie: Prințesa Louise-Marie a Belgiei (n. Louise-Marie Amélie), 65 ani, Prințesă de Kohary (n. 1858)
- 21 ianuarie: Vladimir Ilici Lenin, 53 ani, om de stat sovietic și teoretician socialist (n. 1870)
- 24 ianuarie: Marie-Adélaïde, Mare Ducesă de Luxembourg (n. Marie Adélaïde Theresia Hilda Antonia Wilhelmina vu Lëtzebuerg), 29 ani (n. 1894)
- 30 ianuarie: Ferdinand, Duce de Montpensier (n. Ferdinand François Philippe Marie Laurent), 39 ani, membru al Casei de Orléans și prinț al Franței (n. 1884)
- 3 februarie: Woodrow Wilson (n. Thomas Woodrow Wilson), 79 ani, politician american, al 28-lea președinte al SUA (1913-1921), laureat al Premiului Nobel (1919), (n. 1856)
- 26 februarie: Prințesa Isabela a Bavariei (n. Isabella Marie Elisabeth), 60 ani (n. 1863)

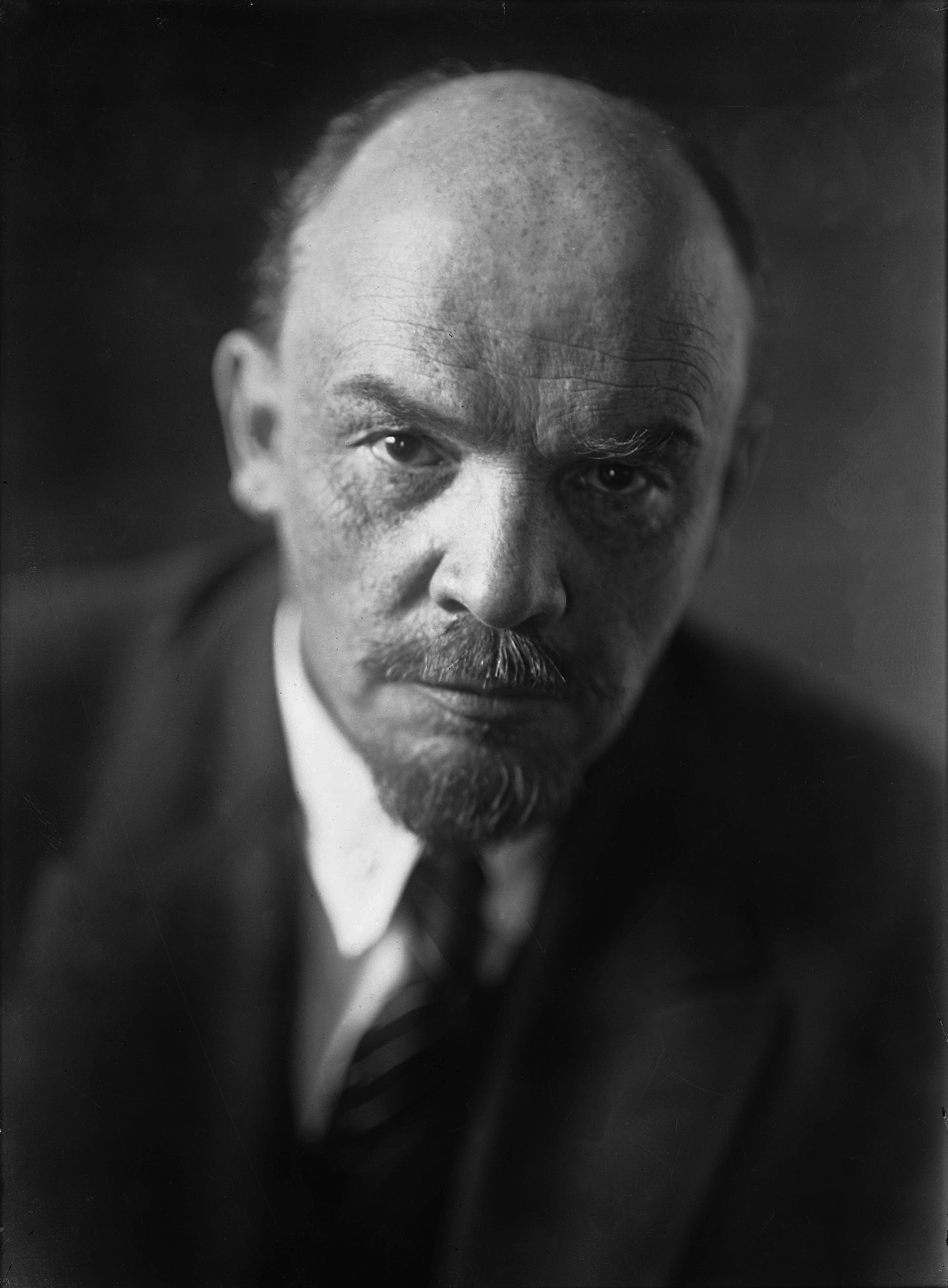
Vladimir Ilici Lenin, om de stat sovietic
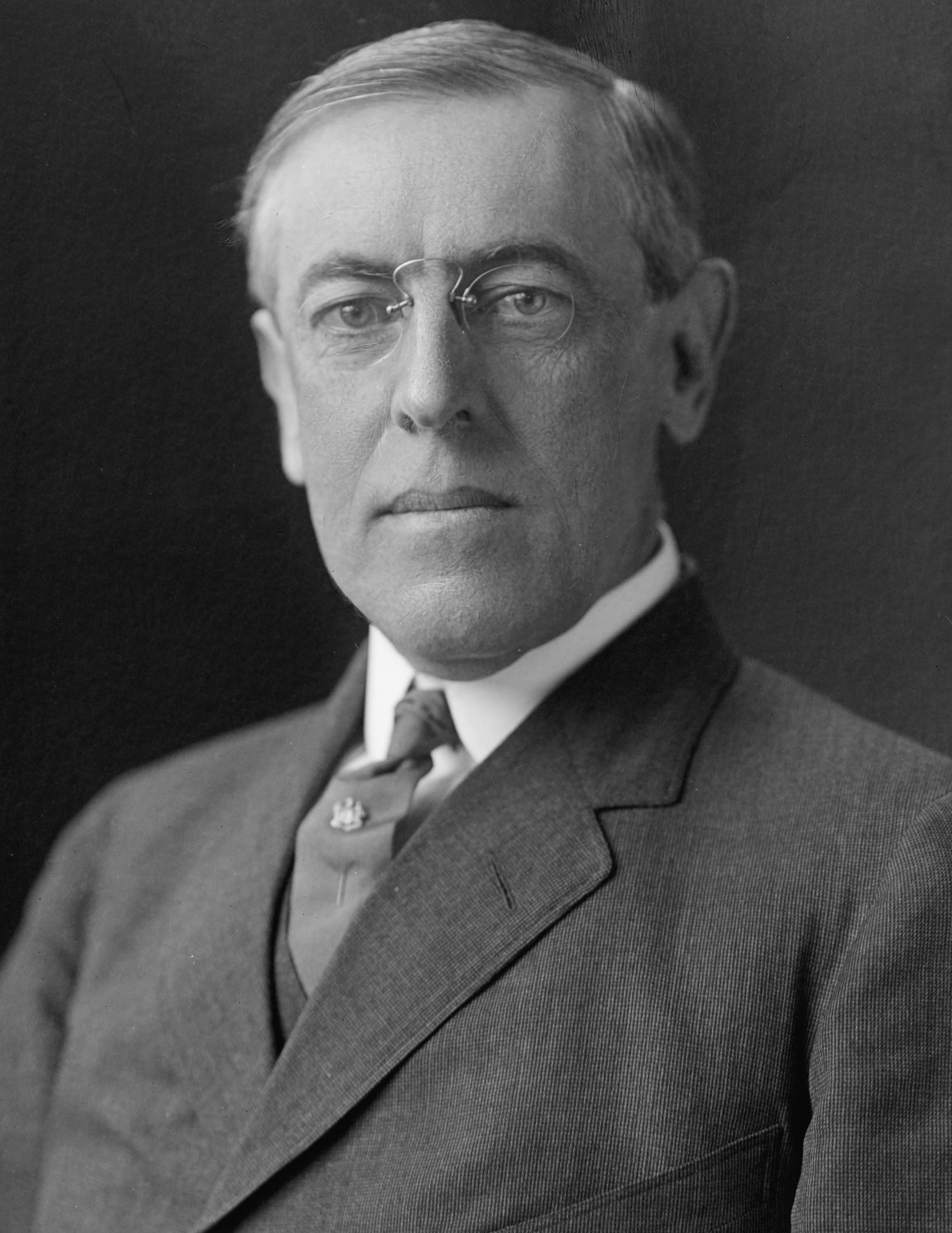
Woodrow Wilson, al 28-lea președinte al Statelor Unite, laureat Nobel
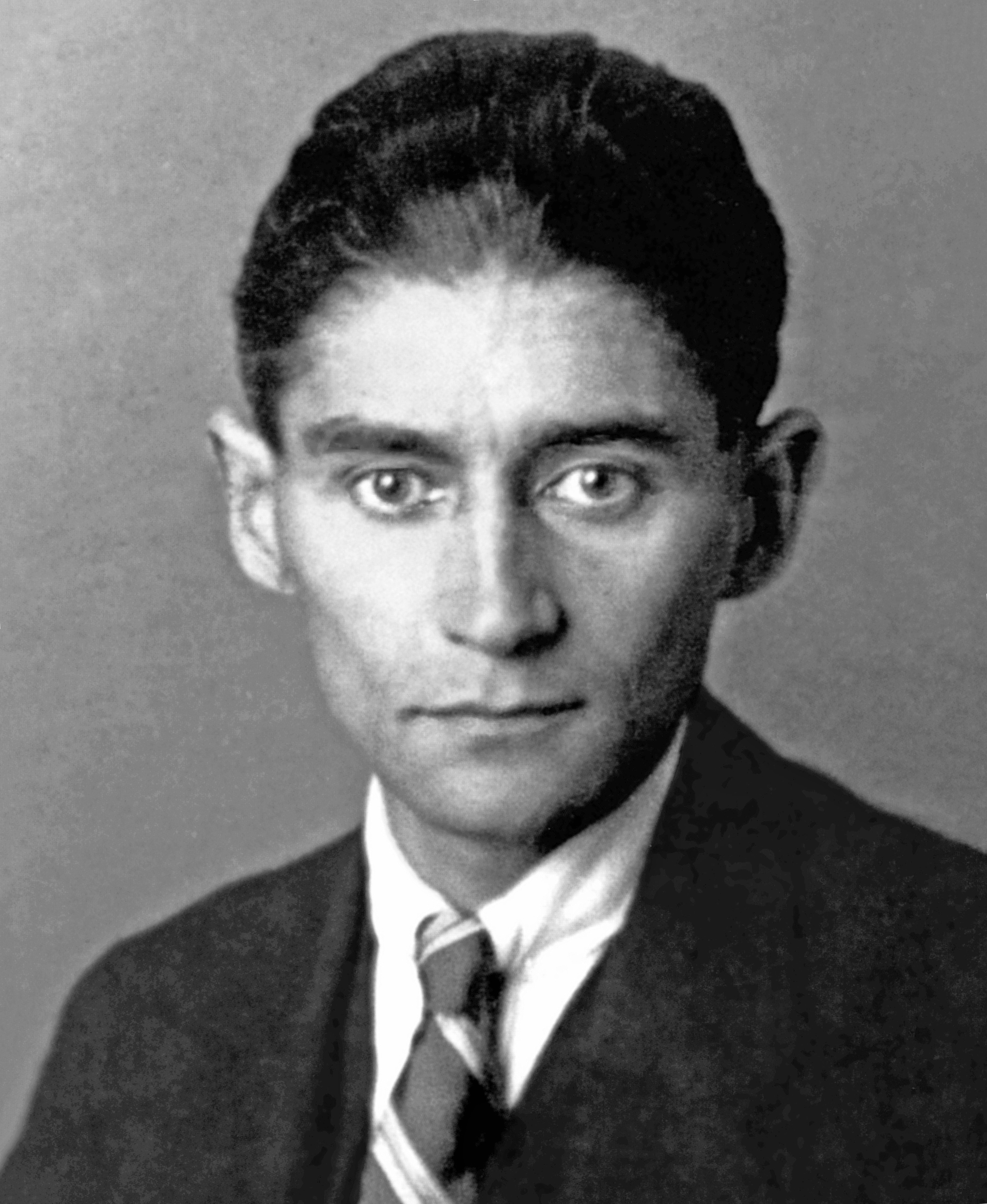
Franz Kafka, scriitor de limbă germană, originar din Praga
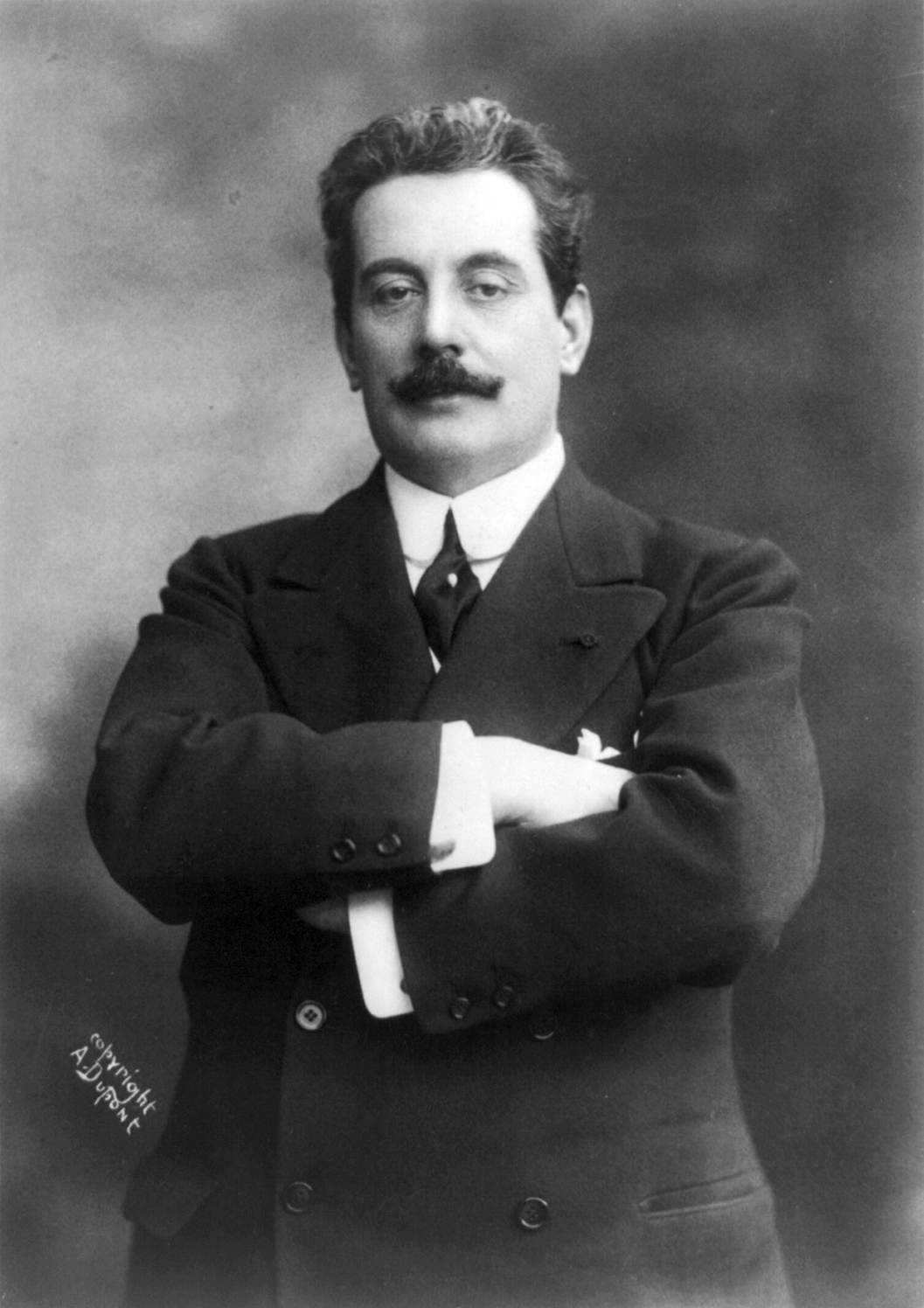
Giacomo Puccini, compozitor italian

- 1 martie: Prințesa Louise-Marie a Belgiei (n. Louise-Marie Amélie), 65 ani, Prințesă de Kohary (n. 1858)
- 11 martie: Ducele Petru Alexandrovici de Oldenburg (n. Peter Friedrich Georg), 55 ani (n. 1868)
- 14 aprilie: Roland Bonaparte, 65 ani, nobil, geograf francez  (n. 1858)
- 14 aprilie: Louis Sullivan (n. Louis Henri Sullivan), 67 ani, arhitect american (n. 1856)
- 15 aprilie: Eduard Caudella, 82 ani, compozitor român (n. 1841)
- 6 mai: Carel Steven Adama van Scheltema, 47 ani, poet olandez (n. 1877)
- 3 iunie: Franz Kafka, 40 ani, scriitor de limbă germană, de etnie evreiască (n. 1883)
- 31 iulie: Prințul Francis Joseph de Battenberg, 62 ani (n. 1861)
- 3 august: Vladimir Hertza, 56 ani, jurist și om politic român (n. 1868)
- 6 septembrie: Marie Valerie de Austria, 56 ani, fiica împăratului Francis Joseph al Austriei (n. 1868)
- 12 octombrie: Anatole France (n. Jacques François-Anatole Thibault), 80 ani, scriitor francez laureat al Premiului Nobel (1921), (n. 1844)
- 19 octombrie: Iancu Flondor, 59 ani, om politic român din Bucovina (n. 1865)
- 29 noiembrie: Giacomo Puccini (n. Giacomo Antonio Domenico Michele Secondo Maria Puccini), 65 ani, compozitor italian de muzică de operă (n. 1858)
- 29 decembrie: Carl Spitteler (n. Carl Friedrich Georg Spitteler), 79 ani, scriitor elvețian, laureat al Premiului Nobel(1919), (n. 1845)

## Premii Nobel
- Fizică: Manne Siegbahn (Suedia)
- Chimie: Premiul în bani a fost alocat Fondului Special aferent acestei categorii
- Medicină: Willem Einthoven (Olanda)
- Literatură: Władysław Reymont (Polonia)
- Pace: Premiul în bani a fost alocat Fondului Special aferent acestei categorii